# Orquestra Jovem da União Europeia
A Orquestra Jovem da União Europeia é uma orquestra para jovens da União Europeia. Foi fundada por membros da União Europeia. A Orquestra Jovem da União Europeia foi fundada em 1978 por Lionel e Joy Bryer, membros da Fundação Internacional Jovem da Grã-Bretanha, para a orquestra trabalhar junto com projetos de paz e projetos sociais. A orquestra promove turnês pelos países que integram a União Europeia, mas também já atuou na China, Japão, Índia e Américas do Sul e do Norte.
A orquestra é formada por cento e quarenta músicos de vinte e sete países integrantes da União Europeia. Os músicos são escolhidos anualmente entre quatro mil inscritos, e têm entre quatorze e vinte e quatro anos. Os músicos apresentam, na maior parte, obras de Mahler, Shostakovich, Tchaikovsky, Stravinsky, Beethoven e Strauss.
O atual diretor musical da orquestra é Vladimir Ashkenazy.